# 激走戦隊カーレンジャー 全開!レーサー戦士
『激走戦隊カーレンジャー 全開!レーサー戦士』は、バンダイから1996年8月23日に発売されたスーファミターボ専用のゲーム。特撮テレビドラマ『激走戦隊カーレンジャー』を題材とした横スクロールのアクションゲームで、カーレンジャーの5人の中から1人を選んで操作し、敵を倒しながらステージを進んでいく。

## カーレンジャー
レッドレーサー
他のキャラクターよりもリーチが長い。
ブルーレーサー
武器無しの状態でもスライディングのようなゲームオリジナルの技を使用できる。
イエローレーサー
他のキャラクターよりも動作速度が速い。また、（2段ジャンプを含めなければ）最高のジャンプ力を持つ。
グリーンレーサー
他のキャラクターよりも滞空時間が長い。
ピンクレーサー
2段ジャンプ（空中で再度ジャンプする）が可能。ジャンプの最高位置で2段ジャンプすれば、イエローレーサー以上のジャンプができる。

### アイテム
フォーミュラーノバ
画面上の敵を一掃する。
フェンダーソード
レッドレーサー専用武器。連続使用が可能な近距離用武器。
マフラーガン
ブルーレーサー専用武器。連続使用が可能な遠距離用武器。
サイドナックル
イエローレーサー専用武器。強力な威力を持つ近距離用武器。
エンジンキャノン
グリーンレーサー専用武器。強力な威力を持つ遠距離用武器。
バンパーボウ
ピンクレーサー専用武器。広範囲用武器（ただし、連続使用はできず威力も少ない）。
パーツアイテム
敵を攻撃したり、車を破壊したりすれば手に入る。クリア時に所持パーツ数が一定以上無いと、RVロボが完成せずバッドエンドになる。

### 称号
クリア時のキャラクターやパーツアイテムの獲得数で変化する。キャラクターごとの変化としては「テストドライバー」「カーデザイナー」などのテレビシリーズにちなんだものから、最低ランクでは「役者」「スタントマン」「芋長のバイト」「刑事」などのネタ的なものまで存在する。

## 宇宙暴走族ボーゾック
原作ではMMモグー・NNネレンコは巨大化する場面があるが、このゲーム本編ではラストボスのガイナモを除き、敵は等身大形態のまま終わる。
ワンパー
基本的に本作の道中の敵はワンパーか、彼らが乗った乗り物になる。（ステージ5のみ無人のジョキバリッカー（サソリに似た車）が登場）
通常テレビシリーズでは、白ワンパーが間抜けな存在として扱われるが、本作ではワンパッパーを乗り回すなど、それなりの健闘を見せている。
BBドンパ
第1ステージのボス。体についたスピーカーから、音符を発射する。また指揮棒を使って車を操ることもできるなど、通常テレビシリーズ版に近い技を見せてくれる。
MMモグー
第2ステージのボス。通常テレビシリーズでは一瞬だけしか見られなかったフォークとナイフを使った技を披露してくれる。
NNネレンコ
第3ステージのボス。肩から発射する丸ノコと、顔面から発射される破壊光線が必殺技である。
ゼルモダ
第4ステージの中ボス。ダメージを受けると光の球体となってジグザグに移動する。
KKエス
第4ステージのボス。渦のようなものを飛ばしダメージを受けると、元の姿であるマックスに一瞬戻る。
ゾンネット
最終ステージの中ボス。赤ワンパーが担ぐ長椅子から宝石を投げる。長椅子から落ちた後攻撃を受けると、ライフ回復アイコンが出てくる。
ガイナモ
最終ステージのボス。モーバリッカー（ウシに似た車）に乗り込んで対決、パオバリッカーを壊されると巨大化するがバッドエンドの場合はここで対抗できずに強制的に負ける。